# В чём вина Фатмагюль?
«В чём вина Фатмагюль?» (тур. Fatmagülün suçu ne?) — турецкая теле-драма о правах и положении женщины в обществе. Премьера состоялась на телеканале Kanal D 16 сентября 2010 года. Сериал был снят по мотивам одноимённого фильма 1986 года, сценаристом которого был Ведат Тюркали, а главную роль играла Хюлья Авшар. Сценарий сериала написали Эдже Йоренч и Мелек Генчоглу. Саундтрек создал и записал Тойгар Ишыклы.

## Сюжет
Деревенская девушка Фатмагюль мечтает о счастливой жизни. У неё есть жених - рыбак Мустафа. Они помолвлены. В это же время происходит помолвка у сына Решата Яшарана — Селима и дочери государственного  чиновника — Мельтем. На ней присутствуют также двоюродный брат Селима Эрдоган и их друзья детства Вурал и Керим. Последний происходит из бедной семьи. Ночью путь Фатмагюль, проводившей жениха в море, пересечётся с ними, и трое богачей насилуют её. Чтобы замять дело Яшараны, просят Керима жениться на Фатмагюль. Керим соглашается, чтобы спасти друзей. Но влюбляется в Фатмагюль и решает помочь ей наказать Яшаранов. Вот только Мустафа намерен отомстить Кериму, да и Яшараны не хотят, чтобы дело придали огласке

## В ролях
- Берен Саат — Фатмагюль Кетенжи (Илгаз), невеста Мустафы Нанчанлы, жена Керима Илгаза, сестра Рахми, невестка Муккадес, тетя Мурата.
- Энгин Акюрек — Керим Илгаз, муж Фатмагюль Кетенжи (Илгаз), названный сын Мерьем Аксой (Пакалым)
- Фырат Челик — Мустафа Налчалы, жених Фатмагюль Кетенжи (Илгаз), любовник Мельтем Алагоз (Яшаран), муж Асу-Хаджер Оваджык, сын Эмина и Халиде Налчалы
- Эсра Дерманжиоглу — Муккадес Кетенжи, невестка Фатмагюль Кетенжи (Илгаз), любовница Салиха, жена Рахми Кетенжи, мать Мурата и Элиф
- Джихан Джанова — адвокат Кадир Пакалым, потом муж Мерьем Аксой (Пакалым)
- Энгин Озтюрк — Селим Яшаран, жених-муж Мельтем Алагоз (Яшаран), сын Перихан и Решата Яшаранов, кузен Эрдогана Яшарана
- Седа Гювен — Мельтем Алагоз (Яшаран) - дочь политика Туранера и Эндер Алагоз, невеста (потом жена) Селима Яшарана, кузина Гайе
- Бугра Гулсой — Вурал Намлы, сын Шемси и Леманн Намлы
- Каан Ташанер — Эрдоган Яшаран, сын Хельмием Яшаран, кузен Селима Яшаран, племянник Решата Яшаран и Мунира Тылджи
- Сумру Явруджук - Мерьем Аксой (Пакалым), названная тетя Керима, жена Кадира Пакалым
- Бюлент Сейрант - Рахми Кетенжи, старший брат Фатмагюль Кетенжи (Илгаз), муж Муккадес, отец Мурата и Элиф
- Муса Узунлар - Решат Яшаран, отец Селима, муж Перихан Яшаран, дядя Эрдогана, зять Мунира Тылджи.
- Дениз Тюркали - Перихан Яшаран, мать Селима, жена Решата Яшарана, сестра Мунира Тылджи.
- Севтап Озалтун - Асу - Хаджер Оваджык - любовница Мустафы Нанчанлы
- Веда Юртсевер Ипек - Эндер Алагоз, жена Туранера Алагоз, мать Мельтем Алагоз
- Эмре Йетим - Эмре
- Дениз Байташ - Хельмие Яшаран, мать Эрдогана Яшарана,
- Сервет Пандур - Леман Намлы, жена Шемси Намлы, любовница Мунира Тылджи, мать Вурала Намлы
- Клер Луиз Фрост - Кристин Нортон
- Зухтю Эркан - Шемси Намлы, муж Леман Намлы, отец Вурала Намлы
- Саджиде Ташанер - Халиде Нанчанлы, жена Эмина Нанчанлы, мать Мустафы Нанчанлы
- Бенгю Эргин - доктор Нил Йорген
- Керем Фыртына - Мерт, поклонник, потом жених Мельтем Яшаран
- Рахман Гереде - Мырзат
- Мурат Далтабан - адвокат Мунир Тылджи, брат Перихан Яшаран, дядя Селима Яшарана, зять Решата Яшарана, любовник Леман Намлы
- Азиз Сарван - Туранер Алагоз, муж Эндер Алагоз, отец Мельтем Алагоз (Яшаран)
- Тойгун Атеш - Эмин Нанчанлы, муж Халиде Нанчанлы, отец Мустафы Нанчанлы
- Дженк Кайгез - Яшар
- Йылмаз Тюзюн - Реис
- Мехмет Услу - Рыфат Яшаран, брат Решата Яшарана, муж Хельмием Яшаран, отец Эрдогана Яшарана, дядя Селима Яшарана
- Алпер Сайлик - Сами, телохранитель, потом жених Асу
- Нилай Джафер - Гайе, кузина Мельтем Алагоз (Яшаран)
- Гёзде Коджаоглу - Дениз, сводная сестра Керима Илгаза

## Показ
Турецкая телевизионная драма «В чём вина Фатмагюль?» транслировалась не только в Турции, но и в других странах, в том числе, в Иране и Афганистане на фарси, Косово, Сербии, Македонии, Украине, Эфиопии, Индии, России,Пакистане, арабских странах и Чили.

## Ремейк
После успешного показа турецкого сериала в Индии индийский телеканал Star Plus решил сделать первый официальный ремейк этого сериала. Сериал для индийской аудитории был снят на языке хинди под названием Kya Qusoor Hai Amala Ka? и впервые вышло в эфир 3 апреля 2017 года.